# Фрањо Кухар
Фрањо Кухар (хрв. Franjo Kuhar; Загреб, 2. јул 1963) је хрватски позоришни, телевизијски и филмски глумац.

## Филмографија

### Телевизијске улоге
| Год.       | Назив                | Улога              |
| ---------- | -------------------- | ------------------ |
| 1990.      | Диригенти и музикаши |                    |
| 2006.      | Љубав у залеђу       | Магаш              |
| 2006.      | Наша мала клиника    | Зоран Брингман     |
| 2007.      | Бибин свијет         | Шиљо               |
| 2007-2008. | Битанге и принцезе   | Стјепан „Jimmy“ Џомлија |
| 2005-2007. | Забрањена љубав      | Горан Вучић        |
| 2008.      | Стипе у гостима      | господин Кларић    |

### Филмске улоге
| Год.  | Назив           | Улога |
| ----- | --------------- | ----- |
| 1993. | Народни мученик |       |
| 2009. | У земљи чудеса  | Рома  |